# Garrison
Garrison es una localidad situada en el condado de Fermanagh, en Irlanda del Norte (Reino Unido).
Está situada cerca del lago Erne y de la frontera con República de Irlanda, y al oeste de Belfast —la capital de Irlanda del Norte— y del lago Neagh, el mayor de las islas británicas.